# 早川殿

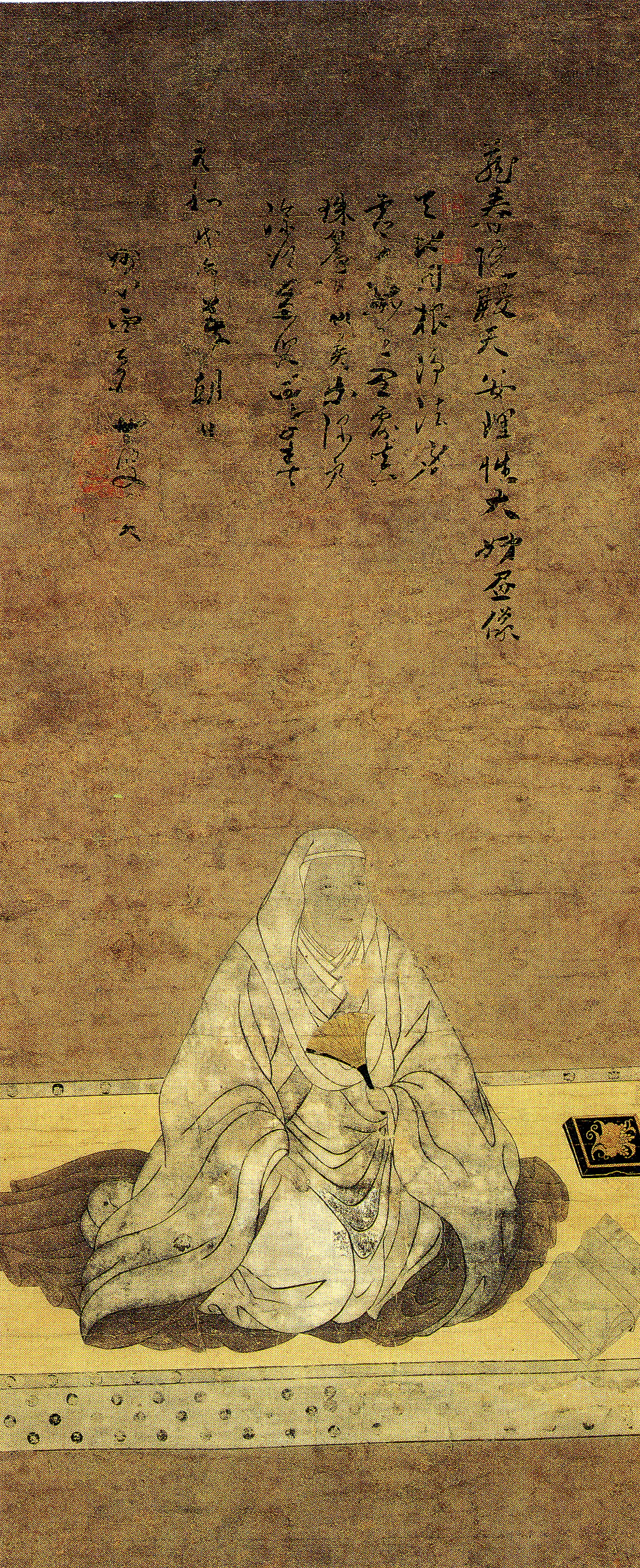
早川殿の肖像（個人蔵）

早川殿／早河殿（はやかわどの、生年不詳 - 慶長18年2月15日（1613年4月5日））は、戦国時代から江戸時代初期にかけての女性。相模国の戦国大名北条氏康の娘。甲相駿三国同盟の一環として、駿河国の戦国大名今川氏真の室となった。
実名は不明。法名から蔵春院殿（ぞうしゅんいんでん）、蔵春院とも称される。

## 生涯

### 出生について
出生年や生母を確定できる史料はない。長らく系図類をもとに「北条氏康の庶出の長女、北条氏政の異母姉」と理解されてきたが、北条氏・今川氏の家族関係の研究の進展に伴い「北条氏康と瑞渓院（今川氏親の娘）の間の嫡出の女子で、北条氏政の同母妹」との説が出ている。
生母の問題については、瑞渓院の北条家嫁入の時期の問題が関わる。従来、氏康の正室瑞渓院は天文6年（1537年）嫁入とされ、氏政は天文7年（1538年）生まれとされたため、早川殿を「氏政の姉」とする場合は瑞渓院以外の所生と考えられた。しかし、瑞渓院の嫁入は天文4年（1535年）頃とする見解が有力視されるようになり、たとえ早川殿が「氏政の姉」であっても瑞渓院所生（氏政の同母姉）であることが成り立つ。今川氏との通婚という重要な政治課題を担う上では、瑞渓院の所生（氏真とはいとこ婚になる）と見た方が妥当視される。
「氏政の姉」という理解は、『寛政重修諸家譜』や『小田原編年録』所収系図において、早川殿が氏政よりも先に掲げられていることから来ている。しかし、氏政は氏真と同年とされ、早川殿が「氏政の姉」すなわち「氏真より年上」とすれば、30代半ばから4人の子を産むという高齢出産になる。また結婚から出産までの時間が空いており、第一子の生年の問題が関わるが、幼少で嫁入したという推測が成立する。
長谷川幸一は天文15年（1546年）以降の生まれと推測し、黒田基樹は早川殿を北条氏規より年少の天文16-17年頃の生まれと推測して、氏康四女とする。

### 三国同盟の成立と破綻
後北条氏と駿河の今川氏はもともと後北条氏の始祖である伊勢盛時（北条早雲）の姉北川殿が今川義忠の正室であり、義忠と北川殿の子今川氏親を盛時が家臣として補佐していたことから同盟関係（駿相同盟）にあった。しかし、天文6年（1537年）に氏親の子今川義元が北条氏と敵対関係にあった甲斐の武田氏と駿甲同盟を結んだことから敵対関係に入り、富士川以東をめぐる争奪戦が約10年にわたり繰り広げられていた（河東の乱）。
武田・北条・今川氏の間で甲相駿三国同盟が結ばれると、早川殿はその婚姻政策の一環として天文23年（1554年）7月に今川義元の嫡子氏真（17歳）の許に嫁いだ。
行列の行程や婚儀の具体的な様子についての史料は残されていないが、甲斐で記された『勝山記（妙法寺記）』には、輿入の行列の見事さが伝聞として記されている。
駿河の屋形様へ相州屋形様の御息女を迎い御申し候、御供の人数の煌めき、色々の持ち道具、我々の器用ほど成され候、去るほどに見物、先代未聞に御座有る間敷く候、承け取り渡しは三島にて御座候、日の照り申し候事は言説に及ばず、余りの不思議さに書き付け申し候—『勝山記』
北条家から供奉した家臣は、きらめくような武具（持ち道具）で婚姻行列を飾り、沿道は見物人で前代未聞というほどの賑わいを見せたという。花嫁の受け渡しは、境目である三島で行われた。この日はことのほか天気が良かったという。
伊豆と駿河の国境を流れる境川に架けられた農業用水の千貫樋は、北条氏康からの聟引出物として建設されたという伝承がある。
永禄10年（1567年）前後、長女（吉良義定室）を儲けた。
永禄11年（1568年）11月11日付で、同年3月に没した寿桂尼の所領であった笹間郷上河内村の峯叟院（島田市）に寺領安堵の朱印状を発行しており、寿桂尼の所領の少なくとも一部を継承している。
永禄11年（1568年）12月、甲斐国の武田信玄が駿河侵攻を行うと、氏真とともに遠江国掛川城へ逃れた。この逃避行の際、武田氏は早川殿の保護を怠ったために、早川殿が徒歩で逃げる羽目になった。このことに父の北条氏康は激怒し、武田との同盟を破棄して長年の宿敵だった上杉謙信との同盟に切り替え（越相同盟）、今川氏を支援するために駿河に出兵した。
翌年5月、今川・北条家と徳川家の間に和睦が成立し、掛川城は開城。氏真・早川殿と長女は、在城衆とともにより北条家に迎えられ、おそらく海路で蒲原城に引き取られた。今川家臣は北条家の軍事指揮下に置かれ、駿河支配は北条氏政に委任されることになり、早川殿の甥の国王丸（のちの北条氏直）が氏真の養子として今川家の名跡が譲渡された。
氏真・早川殿夫妻は沼津に移った後、伊豆国境に位置する駿東郡東南端の大平郷（今川家御料所であった）に移り、大平城を築いて拠点とした。早川殿は元亀元年（1570年）4月には小田原近郊の早川郷へ移った。「早川殿」の称はここから来ている。氏真は大平城にとどまっていたが、大平城も攻撃にさらされる戦況となり、8月までに同城を退去し、妻のいる早川郷に移住した。この元亀元年（1570年）、早川殿は長男今川範以を生む。氏真が33歳で得た嫡男である。
元亀2年（1571年）10月、父氏康が死去した。甲相同盟が復活し、北条家が駿河を武田領国と承認することで、氏真の駿河帰国は頓挫することになった。最終的に氏真夫妻は小田原を出て浜松の徳川家康を頼ることになるが、出国の時期は明らかになっていない。従来、甲相同盟を受けて間もなく小田原を退去したとされてきたが、史料で確認される限り、氏真はその後も早川に暮らしており、元亀3年（1572年）5月には早川の久翁寺で今川義元の十三回忌法要を行っている。

### 後半生
氏真が家康の庇護下に入っているのが確認できるのは、天正元年（1573年）8月である。氏真の出国には、早川殿をはじめ、それまで同行していた家族も同行した。
早川殿も夫とともに、浜松周辺、ついで天正14年に家康が本拠を移した駿府で暮らしていたと思われる。天正4年（1576年）、次男品川高久を儲けた。さらに三男西尾安信、天正7年（1579年）には四男澄存を産んでいる。天正18年（1590年）の北条家滅亡と徳川家関東転封を機に、氏真・早川殿は京都に移った。慶長12年（1607年）11月には長男範以に先立たれる。慶長17年（1612年）には京都を離れ、江戸品川に移る。次男高久はすでに徳川秀忠に出仕していた。
慶長18年（1613年）2月15日、氏真に先立って江戸で死去した。法名・蔵春院殿天安理性禅定尼。
早川殿の死に際し、末子澄存は高野山高室院で日牌供養をおこなった。25回忌の折に澄存によって造立された墓が、高家今川氏の所領であった観泉寺（現・東京都杉並区今川二丁目）に現存している。
また、元和4年（1618年）著賛のある、氏真夫妻の肖像画が現存している（米国の個人蔵）。夫妻の没後まもなく遺族により追慕のために制作されたものとみられる。

## 系譜
子女
氏真との間に4男1女がある。
- 吉良義定室
- 今川範以
- 品川高久
- 西尾安信
- 澄存

## 逸話
- 『校訂松平記』によれば、北条氏政が武田信玄と結んだ際、信玄が氏真を討つべく人数を小田原に送り込んだが、これを知った早川殿が大いに腹を立て、小田原に在住していた譜代の者を集めて船を仕立て、氏真とともに白昼に小田原を退去した、という。ただし、史料的な状況とは合致しない。
- 夫・氏真の肖像画と共に静岡市歴史博物館の開館時より展示されている[25]。

## 登場する作品
小説
- 赤木駿介『天下を汝に―戦国外交の雄・今川氏真』（新潮社、1991年） ISBN 4103819014 - 設定名は「萌」。
- 秋山香乃『氏真、寂たり』（静岡新聞社、2019年9月）ISBN 9784783811206 - 設定名は「志寿」。

ドラマ・テレビ番組
- 武田信玄 (NHK大河ドラマ)（1988年、NHK大河ドラマ、演：岡田美里）- 設定名は「阿弥」（あや）。
- おんな城主 直虎（2017年、NHK大河ドラマ、演：西原亜希） - 設定名は「春」（はる）。
- 歴史秘話ヒストリア（2017年、演：たちばなゆひ） -「戦国一華麗な敗者復活戦～今川プリンスと妻の二人三脚～」（7月14日放送）。
- どうする家康（2023年、NHK大河ドラマ、演：志田未来） - 設定名は「糸」（いと）。

ゲーム
- 戦国無双4（2014年、PS3、PS Vita、PS4専用ソフト、声：佐藤聡美）
- 新信長の野望  (2022年、声：黒木彩加）